# لویی ویتون (طراح)
لویی ویتون (فرانسوی: Louis Vuitton‎؛ ۴ اوت ۱۸۲۱ – ۲۷ فوریهٔ ۱۸۹۲) کارآفرین، طراح، بازرگان و مدیر ارشد اجرایی فرانسوی بود، که در سال ۱۸۵۴ شرکت لویی ویتون را تأسیس نمود.